# Innokentij Smoktunovskij
Innokentij Mikhailovitj Smoktunovskij (russisk: Иннокентий Михайлович Смоктуновский født Smoktunovitj den 28. marts 1925, død 3. august 1994) var en sovjetisk og russisk teater- og filmskuespiller, der medvirkede i en række sovjetiske teateropsætninger og spillefilm. 
Han blev udnævnt til Folkets Kunstner i USSR i 1974 og modtog i 1990 prisen Det Socialistiske Arbejdes Helt.

## Opvækst
Smoktunovskij blev født i en sibirisk landsby i en bondefamilie af hviderussisk etnicitet.  Han gjorde under anden verdenskrig tjeneste i Den Røde Hær og deltog i Panserslaget ved Kursk, Slaget ved Dnepr og i slaget om Kijev. 
Efter afslutningen af krigen sluttede han sig i 1946 stil et teater i Krasnojarsk og flyttede senere til Moskva. I 1957 blev af Georgij Tovstonogov inviteret til Bolsjoj Dramateatret i Leningrad, hvor han gjorde indtryk med sin dramatiske fortolkning af Fyrst Mysjkin i Dostojevskijs Idioten. En af hans bedste roller var titelrollen i Tolstojs Tsar Fjodor Ioannovitj på Maly Teatret i 1973. I sommeren 1976 flyttede han på opfordring af Oleg Jefremov til Moskva kunstnerteater.

## Filmkarriere
Han fik debut som filmskuespiller i Mikhail Romms film Devjat dnej odnogo goda (da.: Ni dage på et år) fra 1962. I 1964 blev han castet til rollen som prins Hamlet i Grigorij Kozintsevs internationalt anerkendte filmatisering af Shakespeares skuespil. Han blev tilbudt hovedrollen i den prestigefyldte sovjetiske filmatisering af Tolstojs Krig og fred, men måtte afslå, da han var engageret med arbejdet med Hamlet. 
Smoktunovskij blev kendt for et bredere publikum som Jurij Detotjkin i Eldar Rjasanovs detektivsatire Pas på bilen (1966) og senere i rollen som Pjotr Ilitj Tjajkovskij i Tjaikovskys liv og musik fra 1969. Han medvirkede op igennem 1970'erne i en række populære film.
Han døde den 3. august 1994 på et sanatorium, 69 år gammel efter følgerne af et hjerteanfald.
Småplaneten 4926 Smoktunovsky er opkaldt efter ham.

## Filmografi
- Ubijstvo na ulitse Dante (da.: Mord på Dante gade) (1956) som ung fascist
- Soldaty (da.: Soldater) (1956) som løjtnant Farber
- Rjadom s nami (da.: Tæt på os) (1958) som Andrej
- Brevet som aldrig blev afsendt (1960) som Konstantin Sabinin
- Do budusjtjej vesny (da.: Indtil næste forår) (1960) som Aleksej Rutjov
- Posle svadby (da.: Efter brylluppet) (1962) fortællerstemme
- Devjat dnej odnogo goda (da.: Ni dage på et år) (1962) som Ilja Kulikov
- Mozart og Salieri (1962) som Wolfgang Amadeus Mozart
- Hamlet (1964) som prins Hamlet
- Na odnoj planete (da.: På den samme planet (1965) som Vladimir Lenin
- Pas på bilen (1966) som Juri Detotjkin
- Stepen riska (da.: Grader af risiko (1968) som Aleksandr Kirillov
- Zjivoj trup (da.: Det levende lig (1968) som Ivan Petrovitj
- Raskolnikov - forbrydelse og straf (1969) som Porfirij Petrovitj
- Tjaikovskys liv og musik (1970) som Pjotr Ilitj Tjajkovskij
- Djadja Vanja (da.: Onkel Vanja) (1970) som Ivan "Onkel Vanja" Voinitskij
- Jekhali v tramvaje Ilf i Petrov (da.: Ilf og Petrov kørte i sporvogn) (1972) som sporvognspassager
- Ukrosjjenije ognja (da.: Tæmninger af ild) (1972) som Konstantin Tsiolkovskij
- Moskva - Kassiopeja (1973) som IOO
- Dotjki-materi (da.: Døtre-mødre (1974) som Vadim Antonovitj Vasiljev
- En romance om forelskelse (1974) som trompetist
- Otroki vo Vselennoj (da.: Teenagere i Universet) (1974) som IOO
- Vybor tseli (da.: Valg af mål) (1974) som Franklin D. Roosevelt
- Spejlet (1975) som voksen Aleksejs stemme
- Zvezda plenitelnogo stjastja (da.: Stjerne af fængslende lykke) (1975) som Ivan Bogdanovitj Zeidler
- Oni srazjalis za Rodinu (da.: De kæmpede for Moderlandet (1975) som kirurg
- Dvadtsat dnej bez vojny (da.: Tyve dage uden krig (1976) som Vjatjeslavs stemme (spillet af Nikolai Grinko )
- Doverije (da.: Troskab (1976) som Nikolaj Bobrikov
- Prinsessen på ærten (1977) som konge
- Step (da.: Steppen) (1977) som Moisej Moisejevitj
- V tjetverg i bolsje nikogda (da.: På torsdag og aldrig mere (1977) som Ivan Modestovitj
- Moskva tror ikke på tårer (1979) som sig selv (gæsteoptræden)
- Malenkije tragedii (da.: Små tragedier (1979) som Antonio Salieri og gammel baron
- Pikovaja dama (da.: Spar Dame) (1982) som Tjekalinskij
- Døde sjæle (1984) som Pljusjkin
- Rus iznatjalnaja (da.: Det oprindelige Rusland (1985) som kejser Justinian 1.
- Poslednjaja doroga (da.: Den sidste vej) (1986) som Jacob van Heeckeren tot Enghuizen
- Prikljutjenija Sjerloka Kholmsa i doktora Vatsona: Dvadtsatyj vek natjinajetsja (da.: Sherlock Holmes' og Dr. Watsons eventyr: Det tyvende århundrede begynder) (1986) som Lord Thomas Bellinger
- Sorte øjne (1987) som Modest Petrovitj
- Gardemariny, vperjod! (da.: Marinegardere, fremad!) (1987) som André-Hercule de Fleury
- Pervaja vstretja, poslednjaja vstretja (da.: Første møde - sidste møde) (1987) som efterretningsofficer
- Mat (film fra 1989) (da.: Mor) (1989) som guvernør
- Lovusjka dlja odinokogo muzjtjiny (da.: Fælde for en ensom mand (1990) som Merlutje
- Genij (da.: Geni) (1991) som mafialederen Gilja
- Vino iz oduvantjikov (da.: Mælkebøttevin) (1997) som oberst Freeley (udgivet posthumt)